# 直野敦
直野 敦（なおの あつし、1929年3月18日 - ）は、日本の翻訳家・東欧・ロシア文学者。東京大学教養学部名誉教授。

## 経歴
大分県大分市生まれ。1954年東京大学文学部仏文科卒、1957年一橋大学大学院社会学研究科修士課程修了。金子幸彦ゼミ出身。1958年からルーマニア・ブカレスト大学に学び、1963年同文学部卒業。1965年同大学院修士課程修了、帰国。翻訳をいくつか出し、1969年東京大学教養学部専任講師、1971年11月助教授、1976年12月教授、1989年定年退官し名誉教授、文化女子大学教授、1990年文学部長。2004年退職。
主としてルーマニア語、ルーマニア文学の教育、翻訳をおこなった。かつては社会主義思想を信奉していたが、後年は、宗教学者ミルチャ・エリアーデが、初期に書いた小説作品の翻訳で知られる。また、ルーマニア語の他に、アルバニア語、ポーランド語の入門書、単語集などを著した。
長女・直野洋子も東欧文学者、その夫は深澤英隆・一橋大学教授（1956-、宗教学)。

## 著書
- 『ルーマニヤ語文法入門』大学書林, 1967
- 『ルーマニア語会話練習帖』大学書林, 1974
- 『ルーマニア語基礎1500語』大学書林, 1975
- 『ルーマニア語小辞典』大学書林, 1976
- 『ルーマニア語の入門』白水社, 1977
- 『ルーマニア語基本文1000』大学書林, 1980
- 『ルーマニア語辞典』大学書林, 1984
- 『アルバニア語基礎1500語』大学書林, 1986
- 『ルーマニア語分類単語集』大学書林, 1986
- 『アルバニア語入門』大学書林, 1989

### 翻訳
- プレハーノフ『歴史における個人の役割』西牟田久雄共訳 未來社 1956
- A.ガイダール『チムール小年隊』岩波少年文庫 1957
- ジェルジ・ルカーチ『世界文学におけるロシア・リアリズム』西牟田久雄共訳 洋々社, 1957
- ナジ・イシュトバン『キンタ横町の少年たち』新日本出版社 1967
- スタンク『現代東欧文学全集第9 はだしのダリエ』恒文社 1967
- ペトロ・マルコ『最後の町』新日本出版社(世界革命文学選) 1969
- 『珍しい毛皮 ルーマニア短編集』恒文社, 1974
- ミルチャ・エリアーデ『ムントゥリャサ通りで』法政大学出版局, 1977
- 『ルーマニアの民話』住谷春也共編訳 恒文社 1978
- 『世界短編名作選 東欧編』高橋勝之,吉上昭三共編集 新日本出版社 1979
- 『バルカンの民話』恒文社, 1980
- スミルノーフ,ザイツェフ『東京裁判』川上洸共訳 大月書店 1980
- デサンカ＝マクシモビッチ『世界のメルヘン16 妖精の女王ドーブラ』田中一生,八百板洋子共訳 講談社 1981
- 『ネコになったおきさき 東欧の昔ばなし』小峰書店 1986
- 『金のリンゴと九羽のクジャク 東欧の昔ばなし』小峰書店, 1987
- エリアーデ『ホーニヒベルガー博士の秘密』住谷春也共訳 福武文庫 1990
- 『エリアーデ幻想小説全集』全2巻 住谷春也共訳 作品社 2003-04

## 参考
- 『人事興信録』1995年
- 『ホーニヒベルガー博士の秘密』訳者紹介